# Kate Bush
Catherine "Kate" Mary Bush (født 30. juli 1958 i Bexleyheath, London) er en britisk musiker, sanger, sangskriver og pladeproducer. Hendes særprægede musikalske stil og unikke vokalarbejde har gjort hende til en af Storbritanniens mest succesrige kvindelige solokunstnere i de seneste mere end 40 år.
Hun debuterede i 1978 i en alder af 19 år med "Wuthering Heights", der som single toppede UK Singles Chart i fire uger. Hun blev dermed den første kvindelige musiker, der nåede den britiske førsteplads med en selvskrevet sang. Hun har efterfølgende udgivet 10 album, af hvilke de tre nåede førstepladsen på UK Albums Chart. Blandt singlerne har 25 ligget på top 40. Blandt disse har, foruden "Wuthering Heights", følgende nået en placering i top 10: "Running Up that Hill", "King of the Mountain", "Babooshka", "The Man with the Child in His Eyes" og "Don't Give Up".
I 1987 vandt hun en Brit Award for Bedste Britiske Kvindelige Solokunstner, og i 2002 modtog hun en Ivor Novello-pris som hæder for sit bidrag til britisk musik. I sin karriere har hun desuden været nomineret til tre Grammy Awards. Efter sin første og eneste koncertturné i 1979 udkom albummet Never for Ever (1980), som gik direkte ind på førstepladsen på album-hitlisten. Ikke alene var det første gang, en kvindelig soloartist formåede dette, det var også første gang, en britisk kvinde nåede førstepladsen på album-hitlisten. Desuden er hun den første – og til dato eneste – kvindelige kunstner, der har haft album i top 5 på den britiske hitliste i fem på hinanden følgende årtier. 
I maj 2012 vandt albummet 50 Words for Snow, South Bank Arts Award og var endvidere samme år nomineret til Ivor Novello-prisen og en Brit Award.

## Opvækst
Kate Bush er født i Bexleyheath i Kent, nu det sydøstlige London, som datter af den engelske læge Robert Bush og hans irske hustru, Hannah Daly. Hun voksede op i deres hus på landet i East Wickham sammen med sine to storebrødre, John og Paddy. Der var tale om en meget kunstnerisk orienteret familie, hvor moderen var tidligere irsk folkedanser, hendes far var en talentfuld pianist, Paddy var instrumentmager, John var digter og fotograf. Begge brødrene spillede desuden musik og var aktive på den lokale folkemusikscene.
John gik til karate på Goldsmiths College og fik sin lillesøster med. Hun fik tilnavnet "Ee-ee" på grund af sit pibende kampråb. En af hendes instruktører, Dave Hazard, har senere i en selvbiografi bemærket, at Kate Bushs dans bærer præg af hendes karatebaggrund.
Under påvirkning af sin musikalske familie lærte Kate Bush sig selv at spille klaver som 11-årig efter at have fået de første lektioner af sin far. Hun spillede også violin og orgel i en lade bag ved forældrenes hus. Som teenager begyndte hun at skrive sine egne melodier og tekster.
Bush gik i folkeskole på St. Joseph Convent Grammar School og senere en katolsk pigeskole i Abbey Wood i Sydøstlondon.

## Karriere
I midten af 1970'erne indspillede familien et demobånd med omkring 50 af Kate Bushs kompositioner, som blev sendt til flere pladeselskaber, men afvist af dem alle. En af familiens venner, Ricky Hopper, hørte hendes sange og præsenterede hendes musik for guitaristen i Pink Floyd, David Gilmour. Gilmour var imponeret og hjalp hende med at få skabt en mere professionel lyd til et nyt, mere salgbart demobånd, produceret af hans ven Andrew Powell, der senere producerede Kate Bushs første to album. Lydteknikeren var den tidligere The Beatles-mand, Geoff Emerick. Båndet blev ved 
David Gilmours hjælp sendt til Terry Slater hos EMI,  som blev så interesseret, at han gav Bush en pladekontrakt. Britisk rockmusik var på den tid stagnerende. Progressiv rock var meget populær, og visuelt orienterede rockkunstnere var på vej til at blive mere interessante, hvilket betød, at pladeselskaberne især var på udkig efter det næste nye, store navn på den alternative scene.
Hos EMI var repertoirechef Bob Mercer egentlig ret sikker på, at Bushs musik var god nok til at blive udgivet straks, men han mente, at en eventuel fiasko ville være demoraliserende for hende, mens en succes kunne være for vanskelig at håndtere for den purunge pige. I stedet fortsatte hun de næste to år med skolen og fik sin afgangseksamen. I 2005 udtalte Bush i et interview med Marc Radcliffe på BBC Radio 2, at hun mener, at EMI skrev kontrakt med hende, før hun var klar til at lave et album for at forhindre, at et andet pladeselskab kom dem i forkøbet. Kontrakten gav hende et pænt forskud, som hun brugte på at forberede sig som kunstner. Hun studerede dans, mimekunst og vokalteknik og fortsatte med at skrive sange. Hendes danselærer var Lindsay Kemp, der også havde undervist David Bowie, og mimekunsten lærte hun af Adam Darius.
Kate Bush skrev og lavede demoindspilninger af henved 200 numre, af hvilke enkelte senere er udgivet på bootleg-indspilninger; de kendes samlet som Phoenix Recordings. Hun sang desuden i perioden marts-august 1977 i et band kaldet The KT Bush Band i pubber rundt omkring i London, især i Rose of Lee i Lewisham. Bandet bestod ud over hende selv af hendes daværende kæreste Del Palmer på bas, Brian Bath på guitar og Vic King på trommer. I august 1977 begyndte hun at indspille materiale til sit første album i tillæg til de to numre, der allerede var indspillet i sommeren 1975.

### The Kick InsideogLionheart
Skønt hun havde forberedt indspilningerne til The Kick Inside ved at give koncerter på pubber med The KT Bush Band, blev Kate Bush overtalt til at bruge etablerede studiemusikere. Nogle af disse beholdt hun, også da hun senere fik sine kammerater fra bandet med til indspilninger. Hendes bror Paddy spillede mundharmonika og mandolin og senere mere eksotiske instrumenter som balalajka og didgeridoo. Stuart Elliott spillede nogle af trommerne og skulle blive hendes vigtigste percussionist på de følgende album.
Bush var 19 år gammel, da hun i 1978 udgav The Kick Inside, men flere af sangene var skrevet, da hun var yngre, helt ned til 13 år. Oprindeligt var det EMI's idé, at den mere rock-orienterede "James and the Cold Gun" skulle være debutsinglen, men Bush insisterede på, at det skulle være "Wuthering Heights". Allerede på dette tidlige tidspunkt i hendes karriere var hun kendt for sin målrettethed, når det gjaldt beslutninger vedrørende hendes arbejde.  "Wuthering Heights", der var baseret på Emily Brontës roman af samme navn, strøg til tops på den britiske og australske single-hitliste og blev et internationalt hit. Hun var den første kvindelige kunstner, der opnåede en førsteplads med en sang, hun selv havde skrevet. Den efterfølgende single, "The Man with the Child in His Eyes" nåede sjettepladsen på den britiske hitliste. Den nåede også ind på Billboard Hot 100 på en 85. plads i begyndelsen af 1979. Det var Bob Mercers opfattelse, at Bushs relativt beskedne succes i USA skyldtes, at hendes musik passede dårligt til den måde, amerikansk radio fungerede på, og at der ikke var nogen måde, hvorpå det visuelle udtryk, som var så centralt for interessen andre steder, kunne blive eksponeret. "The Man with the Child in His Eyes" modtog i 1979 Ivor Novello-prisen for bedste britiske tekst.
Albummet nåede tredjepladsen på albumhitlisten og solgte over tre millioner eksemplarer i Storbritannien alene. EMI havde profiteret af Bushs udseende ved at promovere The Kick Inside med en plakat med et billede af hende iført en lyserød top, der fremhævede hendes bryster. I et interview med NME i 1982 kritiserede Bush denne markedsføringsteknik med ordene: "Folk var i almindelighed ikke klar over, at jeg selv skrev sangene og spillede klaver. Medierne viste mig blot som en kvindekrop. Det er som om, jeg skulle bevise, at jeg er en kunstner i en kvindes krop". Debutalbummets store succes gjorde, at EMI overbeviste Bush om, at hun skulle lave et opfølgningsalbum snarest muligt. Resultatet var Lionheart, der udkom i slutningen af 1978, blot ni måneder efter debutalbummet. Kate Bush har i flere forbindelser givet udtryk for sin utilfredshed med Lionheart og sagt, at hun skulle have brugt mere tid på det for at få det til at blive godt. Albummet var produceret af Andrew Powell, assisteret af Bush. Det rummede flere hitsingler, særligt "Wow", men generelt blev det ikke modtaget helt så godt som The Kick Inside, men nåede dog sjettepladsen på den britiske albumhitliste. 
Utilfreds med at være blevet presset til at lave det andet album så hurtigt tog Kate Bush konsekvensen og dannede sit eget selskab, Kate Bush Music, og sit eget management-firma, Novercia, der skulle sikre hende fuld kontrol over sit arbejde. Bush udgjorde selv sammen med medlemmer af hendes familie firmaets ledelse. Som et led i at promovere Lionheart pressede EMI Bush til at tage på, hvad der skulle blive hendes første og eneste turné. Turneen, der havde titlen The Tour of Life, begyndte i april 1979 og varede i seks uger. Med sig på scenen havde hun tryllekunstneren Simon Drake, der også havde været med til at tilrettelægge showet. Karakteristisk for hendes behov for at have kontrol med forløbet var Kate Bush involveret i alle aspekter af koncerternes produktion, koreografi, kostumer og personaleansættelse.
Turneen var både udmattende for Kate Bush og en finansiel katastrofe. Siden da har hun kun optrådt live sporadisk, mest til velgørenhedskoncerter.

### Never for EverogThe Dreaming
I september 1980 udkom singlen "Babooshka", der nåede femtepladsen på singlehitlisten. Sangen var med på albummet Never for Ever, der var Kate Bushs andet forsøg som producer, idet hun delte opgaven med Jon Kelly. Det første forsøg var med live-ep'en On Stage, udsendt efter hendes turné det foregående år. Hendes to første studiealbum var karakteristiske ved at have en veldefineret lyd, der gik igen på alle numrene, hvor orkesterarrangement supplerede lyden af et liveband. På Never for Ever er der mere variation i lyden mellem numrene, fra gedigen rock på "Violin" til vemodig vals på "Army Dreamers", der også blev et hit som singleudspil. Albummet var det første for Bush med brug af synthesizer og trommemaskine. I særlig grad anvendte hun Fairlight CMI, som hun var blevet præsenteret for, da hun medvirkede som korsanger på Peter Gabriels eponymt navngivne tredje album tidligere på året. Albummet blev hendes første, der nåede toppen på albumhitlisten i Storbritannien, hvorved hun også blev den første kvindelige, britiske kunstner, der nåede denne position, ligesom det var første gang overhovedet, at en kvindelig kunstner fik et album direkte ind på førstepladsen. Som supplement til albummet udsendte Bush i december 1980 julesinglen "December Will Be Magic Again", der blev nummer 29 i Storbritannien.
Hendes næste album var The Dreaming, udsendt i september 1982. Det var hendes første album, hun selv havde stået for at producere. Det markerede også en anden stor forandring for Bush, idet sangene var komponeret på en Fairlight CMI frem for klaver. Samtidig var sangene i højere grad tilpasset og lavet om i studiet frem for blot at blive arrangeret der. Med denne nyfundne kunstneriske frihed eksperimenterede hun med produktionsteknikker, der resulterede i et album, der i endnu højere grad end forgængeren varierede sit lydudtryk og til fulde udnyttede mulighederne i Fairlight CMI. I første omgang fik The Dreaming en blandet modtagelse hos de britiske anmeldere. Mange var forvirrede over det kompakte lydbillede, og nogle kritikere fandt albummet overproduceret. I 1993 udtalte Bush i et interview med Q: "Det er mit 'Hun er blevet tosset'-album". Til gengæld roste de amerikanske anmeldere albummet til skyerne og kaldte det et "mesterværk" og en "musikalsk tour-de-force". Albummet blev hendes første på den amerikanske hitliste, skønt det kun nåede en 157. plads. Albummet gik ind på tredjepladsen på den britiske albumhitliste, men er det af hendes album, der har solgt færrest eksemplarer. Det opnåede ikke desto mindre en guldplade. 
Den første single fra albummet var "Sat on Your Lap", udsendt mere end et år før selve albummet. Dens bedste placering på den britiske hitliste var en 11. plads. Titelnummeret fra albummet, hvorpå Rolf Harris og Percy Edwards medvirkede, nåede blot en 48. plads. Nummeret "There Goes a Tenner" nåede ingen hitlisteplacering trods reklamering fra både EMI og Bush selv. Sangen "Suspended in Gaffa" blev kun udsendt på det europæiske kontinent, ikke i Storbritannien.
Idet hun fortsatte sin tradition for at fortælle historier med sine sange, var Kate Bush gået langt uden for sine egne erfaringer for at finde inspiration til sangene. Hun trak på gamle kriminalfilm til "There Goes a Tenner", på en dokumentarfilm om Vietnamkrigen til "Pull Out the Pin" og australske oprindelige folks pligter i "The Dreaming". "Houdini" handler om tryllekunstnerens død, og "Get Out of My House" var inspireret af Stephen Kings roman Ondskabens hotel.

### Hounds of LoveogThe Whole Story
I 1985 udkom "Running Up That Hill", hendes næstbedst sælgende single nogensinde. Den nåede den britiske hitlistes tredjeplads. Singlen var forløber for albummet Hounds of Love fra samme år. Det var indspillet i et nyt privat studie, som Kate Bush havde indrettet nær sit hjem for at få fuld kontrol over indspilningsprocessen. Albummet gik direkte ind på den britiske hitlistes førsteplads, hvor det slog Madonnas Like a Virgin og blev der i tre måneder.
Hounds of Love udnytter vinylpladens format med to meget forskellige sider. Side ét med undertitlen Hounds of Love omfatter fem relativt lettilgængelige popsange, heriblandt de fire singler "Running Up That Hill", "Cloudbusting", "Hounds of Love" og "The Big Sky". "Running Up That Hill" gav Kate Bush et egentligt gennembrud i USA, hvor den nåede 30. pladsen på Billboard-listen i november 1985. Albummets anden side med undertitlen The Ninth Wave er navngivet efter Alfred Tennysons digt "Idylls of the King" om den sagnomspundne kong Arthur og hans regeringsperiode, og der er tale om ét langt, sammenhængende stykke musik. Albummet indbragte Bush nomineringer ved Brit Awards 1986 som bedste kvindelige kunstner, bedste album, bedste single og bedste producer. Samme år indspillede Bush sammen med Peter Gabriel duetten "Don't Give Up" (Dolly Parton, som var Gabriels første ønske, havde afslået). Ligeledes i 1986 udsendte EMI et delvist "greatest hits"-album med titlen The Whole Story. Albummet indeholdt en version af "Wuthering Heights" med blandt andet nyt vokalarbejde samt en helt nyindspillet sang med titlen "Experiment IV", der også blev udsendt som single. Ved Brit Award 1987 blev Bush tildelt prisen som bedste kvindelige kunstner.

### The Sensual WorldogThe Red Shoes
I 1989 udkom The Sensual World, der viste en udvikling hos Kate Bush hen imod en stadig mere personlig tone med sange om uudtrykt kærlighed ("Love and Anger"), uigengældt kærlighed ("Never Be Mine") og presset på moderne parforhold ("Between a Man and a Woman"). En af de skæveste sange på albummet, der viser Bushs sorte humor, er "Heads We're Dancing". Den handler om en kvinde, der i 1939 danser en hel nat med en charmerende ukendt: Først langt senere opdager hun, at dansepartneren var Adolf Hitler. Titelnummeret er inspireret af James Joyces Ulysses.
Albummet nåede andenpladsen på den britiske albumhitliste og gik hen og blev hendes bedst sælgende album nogensinde i USA, hvor det fire år efter udgivelsen rundede et salg på en halv million eksemplarer. 
I 1990 udsendtes et bokssæt, This Woman's Work, med alle Bushs album med deres originale omslag samt to plader med alle b-sider af singlerne udsendt mellem 1978 og 1990. I 1991 udsendte Bush en single med to Elton John-sange: "Rocket Man" og "Candle in the Wind". "Rocket Man" nåede 12. pladsen på den britiske hitliste og andenpladsen i Australien. I 2007 blev nummeret kåret som den bedste coverindspilning nogensinde af læserne af The Observer.
Det næste originale album fra Bush var The Red Shoes fra november 1993. Albummet er kendetegnet ved give plads til en række gæster, heriblandt komponisten og dirigenten Michael Kamen, komikeren Lenny Harry, Prince, Eric Clapton, Gary Brooker (fra Procol Harum), Trevor Whittaker og Jeff Beck. I lighed med The Sensual World havde The Red Shoes også deltagelse af Trio Bulgarka, en kvindetrio, der sang på flere af numrene, blandt andet "You're the One" og "Rocket's Tail". Albummet indbragte Bush den hidtil højeste placering på den amerikanske albumliste med en 28. plads. Kun en enkelt single fra pladen, "Rubberband Girl", kom på den amerikanske liste med en 88. plads som bedste placering. Bedre gik det i hjemlandet, hvor albummet nåede andenpladsen. Fire singler, ud over "Rubberband Girl" også "The Red Shoes", "Moments of Pleasure" og "And So Is Love", nåede i top-30. I 1994 stod Kate Bush som instruktør og manuskriptforfatter bag kortfilmen The Line, the Cross & the Curve med Bush og den engelske skuespiller Miranda Richardson i de centrale roller. Filmen præsenterede seks af sangene fra The Red Shoes.
Det var oprindeligt planen at tage på turné med sangene fra The Red Shoes. Derfor havde Bush som mål med albummet, at det skulle have en fornemmelse af et live-band, hvorfor der ikke blev brugt så mange studie-kunstgreb, som havde karakteriseret hendes seneste tre album, da de ville være for komplicerede at genskabe på scenen. Der blev dog aldrig taget egentlige skridt til at planlægge turneen, men albummet kom på den måde til at vende en del af hendes fanskare væk, idet de netop var begejstrede for det indviklede i hendes tidligere kompositioner, mens andre fandt en ny kompleksitet i teksterne og de følelser, de udtrykte.
På den tid havde Kate Bush mange kvaler. Hun havde oplevet flere dødsfald, heriblandt guitaristen Alan Murphy, som hun havde samarbejdet med siden sin Tour of Life-turné i 1979, og moderen Hannah, som hun havde et meget tæt forhold til. Mange af de nærtstående mennesker, som hun mistede, er mindet i balladen "Moments of Pleasure" på The Red Shoes. Bushs mor levede stadig, da hun skrev og indspillede denne sang, og hun har siden beskrevet, hvordan hun spillede den for sin mor, der syntes, at den linje, hvor Bush citerer sin mor for sætningen "Every old sock meets an old shoe" var herlig, og "ikke kunne holde op med at le."

### Aerial
Efter udgivelsen af The Red Shoes trak Bush sig tilbage fra offentligheden i mange år, hvor der dog med mellemrum opstod forlydender i medierne om, at hun havde et nyt album på vej. Oprindeligt var det hendes intention at tage et års pause fra musikken, men skønt hun arbejdede på nyt materiale, kom der til at gå 12 år, inden hendes næste udspil. Pressen fremstillede hende jævnligt som en excentrisk eneboer, idet de til tider trak en linje til miss Havesham fra Dickens' Store forventninger. Sandheden var imidlertid, at hun prøvede på at give sin søn en normal barndom og havde brug for et roligt sted, for at hendes kreative processer kunne fungere. Sønnen Albert (med kælenavnet Bertie) fik hun i 1988 med sin guitarist og ægtemand, Danny McIntosh. Efter i mange år at have boet i Eltham i Sydøstlondon flyttede familien væk fra byen og har nu to hjem: Et mindre hus i East Portlemouth på Devon-kysten og et større på en lille ø i Kennet and Avon Kanalen ved Sulhamstead i West Berkshire.
Kate Bushs ottende studiealbum, Aerial, blev udgivet på dobbelt-cd og vinyl i november 2005. Den første single fra albummet var "King of the Mountain", der blev spillet første gang på BBC Radio 2 den 21. september 2005.
I lighed med Hounds of Love er dette album opdelt i to afsnit, der hver har eget tema og stemning. Den første plade, med titlen A Sea of Honey, indeholder en samling sange, der er uden relation, men hører til et tema, herunder "King of the Mountain", "Bertie", en ode til hendes søn i renæssance-stil, og "Joanni" om Jeanne d'Arc. I sangen "П" synger Bush tallet pi til den 115. decimal. Den anden plade med titlen A Sky of Honey indeholder et eneste stykke musik, der beskriver oplevelsen af at være udendørs efter at være vågnet ved daggry, hen over dagen, aftenen og natten til den næste dags morgen. Alle delene i denne suite refererer eller hentyder til himlen og havet i deres lyriske indhold. Bush har blandet sin stemme med kurrende duer i gentagelsen af linjerne "A sea of honey, a sky of honey" og "You're full of beauty" gennem hele musikstykket og bruger optagelser af fuglesang tilsvarende. På A Sky of Honey medvirker Rolf Harris på didgeridoo i en del og med vokalarbejde på "The Painter's Link." Blandt de andre medvirkende gæster på albummet er Peter Erskine, Eberhard Weber, Lol Creme og Gary Brooker. To numre har strygerarrangement af Michael Kamen spillet af London Metropolitan Orchestra. En cd-udgivelse af singlen "King of the Mountain" indeholder også en version af Marvin Gayes "Sexual Healing".
"King of the Mountain" gik ind på den britiske download-liste på en sjetteplads 17. oktober 2005. Den 30. oktober samme år var den blevet Bushs tredjebedst placerede single i Storbritannien med en fjerdeplads som det højeste. Aerial gik ind på den britiske albumhitliste på en tredjeplads og i USA på 48. pladsen. Bush gjorde ikke særlig meget for at promovere albummet, idet hun kun gav få interviews til aviser og radio. Aerial indbragte hende to nomineringer til BRIT Awards 2006 for bedste kvindelige britiske solokunstner og bedste britiske album.
I slutningen af 2007 skrev og indspillede Kate Bush en ny sang, "Lyra", til soundtracket til fantasy-filmen Det gyldne kompas.

### Director's Cutog50 Words for Snow
16. maj 2011 udsendte Kate Bush albummet Director's Cut. Det indeholder 11 numre fra de tidligere album The Sensual World og The Red Shoes, men alle markant omarbejdet, så Bush selv har betegnet det som et fuldstændig nyt projekt frem for remix af numrene, der alle blev indspillet med analoge instrumenter frem for digitale for at skabe en 'varmere' lyd. Alle numre har nye lead-vokaler, nye trommer samt radikalt ændrede instrumenteringer. Nogle numre er transponeret til en lavere toneart for at passe til hendes stemme, der i mellemtiden var faldet i tonelejet. Tre af sangene, blandt andet "The Woman's Work", er fuldstændig nyindspillede, og teksten er nogle steder ændret. Anmelderne af albummet spredte sig meget, idet mange var usikre på selve albummets koncept, og de reagerede med varierende grad af begejstring over de ændrede numre. Det blev særligt bemærket, at sangene havde en varmere, mere intim tone, og at Bushs stemme havde en fyldigere, mere moden klang. Albummet er det første fra hendes nye pladeselskab, Fish People, der er en gren under EMI Records, som Bush har arbejdet for, siden hun begyndte at indspille plader. Director's Cut udkom i både en basisudgave på én cd og en boksudgave sammen med hele The Sensual World og en analogt remasteret udgave af The Red Shoes. Albummet gik ind som nummer to på den britiske albumliste.
Sangen "The Sensual World" er blevet omdøbt til "Flower of the Mountain" og indeholder en passage fra Molly Blooms berømte monolog i James Joyces roman Ulysses. Bush udtalte om dette: "Da jeg oprindeligt skrev 'The Sensual World', havde jeg brugt noget tekst fra slutningen af Ulysses. Da jeg søgte om tilladelse til at bruge teksten, fik jeg afslag, hvilket jeg var skuffet over. Derpå skrev jeg min egen tekst til sangen, skønt jeg følte, at den originale idé var mere interessant. Jeg er jo ikke James Joyce, vel? Da jeg påbegyndte dette projekt, tænkte jeg, at jeg kunne søge om tilladelse igen, og denne gang fik jeg lov."
Det første singleudspil fra albummet var "Deeper Understanding" med et nyt kor bestående af computerbehandlet sang af Bushs søn, Albert. En video til sangen, instrueret af Bush selv, er offentliggjort via hendes YouTube-kanal. I videoen ser man en mand, spillet af Robbie Coltrane, der er opslugt af sit forhold til sin computer (hvis stemme spilles af Albert). Frances Barber spiller mandens hustru, og Noel Fielding medvirker også.
Bushs næste studiealbum, 50 Words for Snow, blev udsendt 21. november 2011. Albummet indeholder syv nye sange "sat op mod en baggrund af sne, der falder" med en samlet spilletid på 65 minutter. En radiotilpasset udgave af den første single, "Wild Man", udsendtes den 11. oktober. Den 14. november blev albummet spillet første gang i sin helhed på den amerikanske radiostation NPR.
Albummet er opbygget omkring Bushs afdæmpede, jazzprægede klaver og Steve Gadds trommer. Vokalen udgøres af såvel sang som talte ord. Steve Dalton fra bladet Classic Rock har beskrevet lyden som: "en .. smidig og eksperimenterende sag med en nutidig kammer-poplyd baseret på en klar klaverlyd, et minimum af slagtøj og elektroniske instrumenter tilføjet med let hånd .. flagrende jazz-rock lydbilleder, med indvævede brudstykker af fortællinger leveret med en række stemmeføringer fra det skingre til Laurie Anderson-agtig kurren." Blandt de øvrige medvirkende på albummet er bassisten Danny Thompson, Elton John samt skuespilleren Stephen Fry.
Albummets første nummer er "Snowflake", der var skrevet, så det passede til Bushs søn, Alberts, lyse stemme, der endnu ikke var gået i overgang. Denne stemme spiller rollen som et faldende snefnug i en sang, der udtrykker håbet om, at en støjende verden snart vil blive gjort tavs af snefald. "Snowflake" går umærkeligt over i "Lake Tahoe", hvor korsangeren Stefan Roberts sammen med Bush synger om et sjældent set spøgelse: En kvinde, der optræder i en victoriansk kjole og kalder på sin hund, Snowflake. Kate Bush forklarede til sin musikerkollega Jamie Cullum i et interview på den hollandske radiostation Avro, at hun havde lyst til at undersøge, hvad der skete, når hun satte en mandestemme op mod hendes egen, nu dybere, stemme. Det næste nummer, "Misty", handler om en elskende snemand, der smelter væk efter en lidenskabelig nat. Herpå følger "Wild Man" om en gruppe bjergbestigere i Himalaya, der finder bevis på, at der er en yeti i nærheden og beslutter at slette disse spor for at beskytte den mod at blive opdaget. Elton John og Bush spiller to evigt adskilte elskende i duetten "Snowed In at Wheeler Street", som efterfølges af Stephen Frys recitering af "50 Words for Snow", inden albummet afsluttes med den stille "Among Angels".
50 Words for Snow fik generelt gode anmeldelser. Hjemmesiden Metacritic.com, som opsamler vurderinger og placerer dem ind på en skala fra 0 til 100, har, baseret på 35 anmeldelser, regnet sig frem til en score på 85. Bush blev endnu engang nomineret til en BRIT Award som bedste kvindelige kunstner, og albummet var i 2012 nomineret som årets album hos både South Bank Arts og Ivor Novello-priserne. Det vandt prisen hos South Bank Arts.

## Musikalsk stil
Kate Bushs musik er sammensat, idet hun bruger forskellige musikstile, ikke bare fra album til album, men også inden for det enkelte album. Hun har lavet sange inden for så forskellige stilarter som rock, pop, alternativ rock og art rock. Selv i sine tidligste arbejder, hvor klaveret var hendes hovedinstrument, flettede hun mange forskellige inspirationer som klassisk musik, rock og en lang række etniske og folkemusikmæssige kilder ind, og dette træk har været gennemgående i hele hendes karriere.
I et interview i Melody Maker i 1977 afslørede hun, at mandlige musikere havde mere indflydelse på hendes arbejde end kvindelige, idet hun udtalte: "Alle de kvinder, man ser ved et klaver, er enten Lynsey De Paul eller Carole King. Og meget mandlig musik – ikke alt, men det bedste af det – griber virkelig én. Den stiller dig op mod en mur, og det er det, jeg godt kunne tænke mig at gøre. Jeg vil gerne have, at min musik trænger sig på. Ikke mange kvinder har held til det."
Den eksperimentelle natur i hendes musik har ført til, at den beskrives som en sen, mere teknologisk og mere lettilgængelig manifestation af den britiske progressive rockbevægelse. Sydengland var hjemstedet for de mest indflydelsesrige og populære navne i denne bevægelse, og som andre kunstnere i denne genre afviser Bush den klassiske amerikanske måde at lave popmusik på, som ellers var blevet valgt af de fleste andre britiske popnavne. Bushs stemme indeholder elementer af britiske, engelsk-irske og mest tydeligt (sydlig) engelske betoninger, og deri samt ved hendes inddragelse af instrumenter fra et bredt repertoire af perioder og steder ligger især forskellen mellem hendes musik og den amerikanske popnorm. Dele af Bushs tekster har også mere usædvanlige elementer og færre klicheer, end man normalt finder i amerikansk poplyrik. Hun inddrager ofte historiske eller litterære referencer, mens hun oftest undgår at i bruge sit eget liv i sine tekster. Hun ser sig selv som en historiefortæller, der udtrykker tankerne hos den figur, der synger sangen, og benægter på det kraftigste de antydninger, som andre har givet om, at hendes sange er selvbiografiske.
Anmeldere har sommetider brugt ordet "surrealistisk" i beskrivelsen af hendes musik. Mange af sangene har en melodramatisk følelsesmæssig og musikalsk surrealisme, der gør dem svære at kategorisere. Det er bemærket, at selv hendes mere glade sange ofte rummer indslag af melankoli, lige som de mest sorgfulde stykker har elementer af vitalitet, der kæmper mod alt det, som vil undertykke dem.
Bush er ikke bange for at tage fat på følsomme eller tabubelagte emner. "The Kick Inside" er baseret på en traditionel engelsk folkesang ("The Ballad of Lucy Wan") om et incestuøst svangerskab og efterfølgende selvmord. "Kashka from Baghdad" er en sang om et mandligt, homoseksuelt par; "The Infant Kiss" handler om en forpint, psykisk ustabil kvindes næsten pædofile forelskelse i en ung dreng, som hun passer (inspireret af Jack Claytons film De uskyldige fra 1961, som var baseret på Henry James' kendte novelle The Turn of the Screw), mens "Breathing" betragter resultatet af radioaktivt nedfald set fra perspektivet af et ufødt barn i livmoderen. Hendes tekster har berørt en lang række emner, ofte temmelig obskure som i "Cloudbusting", som var inspireret af Peter Reichs selvbiografi, Book of Dreams, om hans forhold til sin far Wilhelm Reich, mens G.I. Gurdjieff optræder i "Them Heavy People", og "Deeper Understanding" fra The Sensual World portrætterer en person, der bliver indendøre for manisk at tale med sin computer, mens han skyer menneskelig kontakt. 
Humor og komedier har også stor indflydelse på Kate Bush og udgør en vigtig del af hendes arbejde. Hun har citeret Woody Allen, Monty Python, Halløj på badehotellet og The Young Ones som sine særlige favoritter. Skrækfilm er en anden af hendes interesser og viser sig i det gotiske element i flere af hendes sange som "Hounds of Love", der er inspireret af skrækfilmen Nattens uhyre fra 1957. Hendes sange kombinerer nogle gange humor og skræk i en sort humor, der viser sig i giftmordet i "Coffee Homeground", en alkoholisk mor i "Ran Tan Waltz" og en hurtig sang som "The Wedding List", der er inspireret af François Truffauts film fra 1967, Bruden var i sort, om en brudgoms død og brudens efterfølgende hævn på morderen.

## Perioderne mellem albummene og opfattelsen af perfektion
De lange perioder, der er gået mellem udgivelserne af flere af hendes album, har ført til rygter i medierne om Kate Bushs helbred og udseende. Tidligere er historierne om vægtforøgelse og mental ustabilitet blevet imødegået af hendes offentlige fremkomst i medierne igen fra tid til anden. I 2011 fortalte Bush til BBC Radio 4, at de lange perioder mellem albumudgivelserne er ekstremt stressende, idet hun sagde: "Det er vældig frustrerende, at albummene tager så lang tid, som de gør ... Jeg ville ønske, der ikke var så lange ophold mellem dem." I det samme interview benægtede Bush, at hun var perfektionist i studiet på denne måde: "I mener, det er vigtigt, at tingene er lidt fejlbehæftede ... Det er det, der gør et kunstværk interessant nogle gange – den del, der er fejl ved, eller den fejltagelse, du begik, kan have ført til en idé, du ikke ellers ville have fået," hvorpå hun igen pegede på sin prioritering af sit familieliv.

## Koncertoptræden
Bushs eneste turné med titlen Tour of Life fandt sted i perioden 2. april til 13. maj 1979. De enkelte shows var ambitiøst opbygget med trylleri ved tryllekunstneren Simon Drake, lige som Kate Bush i stor udstrækning dansede til sine sange, og der blev brugt komplicerede lyseffekter. Undervejs i koncerten foretog hun 17 kostumeskift. På grund af hendes behov for at danse samtidig med at hun sang, blev Bush den første sanger, der optrådte med en trådløs mikrofon i et headset, hvis man ser bort fra det svenske band The Spotnicks, der havde eksperimenteret med teknikken i starten af 1960'erne. Hun har udtalt om turneen, at hun "virkelig nød den", og at det var en "fantastisk, kæmpestor oplevelse".
Turneen tog imidlertid også hårdt på hende, og hun har aldrig senere været på turné og har knap nok optrådt live. Hun har selv fastholdt, at årsagen hertil er, at hun finder turnelivet udmattende. Hun har sagt, at når hun er færdig med at lave et album, tilhørende videoer og reklamefremstød, "er der ikke mere tilbage i mig." Hun siger, at på den måde, hun arbejder, vil det være umuligt at turnere. Der har været præsenteret adskillige andre årsager til, at hun opgav at turnere, heriblandt rygtet om hendes behov for at være i fuldstændig kontrol med slutproduktet, som ikke harmonerer med levende sceneoptræden, et rygte om en lammende angst for at flyve samt et rygte om, at den 21-årige Bill Duffields død var et hårdt slag for hende. Duffield, der stod for hendes lysshow, omkom ved en ulykke samme dag, som hun gav sin første koncert 2. april 1979 i Poole Arts Centre. Bush afholdt i den forbindelse en støttekoncert til fordel for Duffields familie 12. maj samme år i Hammersmith Odeon i London med deltagelse af Peter Gabriel og Steve Harley. Duffield blev desuden æret på to senere sange: "Blow Away" fra Never for Ever samt "Moments of Pleasure" fra The Red Shoes. Bush fortalte i et interview på BBC Radio 2, at hun faktisk havde nydt turneen, men var slidt af arbejdet med det følgende album. Et filmhold fra BBC fulgte forberedelserne til turneen, og resultatet blev et halvtimes program, som blev vist på en af BBC's nationale tv-kanaler.
I samme periode, som turneen fandt sted, optrådte Kate Bush i adskillige tv-programmer over det meste af verden, herunder på Top of the Pops i Storbritannien, Bios Bahnhof i Tyskland og Saturday Night Live i USA (med Paul Shaffer på klaver). Den 28. december 1979 viste BBC et Kate Bush Christmas Special, som var indspillet i Birmingham i oktober samme år med koreografi af Anthony Van Laast. Ud over at spille sange fra sine to første album spillede Bush i dette program også "December Will Be Magic Again" og "Violin" fra sit kommende album, Never for Ever. Desuden medvirkede Peter Gabriel, der spillede "Here Comes the Flood" samt sang duet med Bush i "Another Day".
Efter turneen Tour of Life planlagde Bush at lave to nye album inden en ny turné. På det tidspunkt blev hun aktivt involveret i produktionsteknikker og eksperimenter med lyde, hvilket kostede megen tid og forhindrede hende i at turnere. Senere opstod der situationer, hvor hun var på nippet til at drage på turné igen, uden det dog blev ført ud i livet.
I 1982 medvirkede Kate Bush i den første af velgørenhedskoncerterne til fordel for prins Charles' fond sammen med kunstnere som Madness, Midge Ure, Phil Collins, Mick Karn og Pete Townshend. Den 25. april 1986 spillede hun live for den britiske velgørenhedsbegivenhed Comic Relief, hvor hun sang "Do Bears ...?" sammen med komikeren Rowan Atkinson samt en udgave af "Breathing". Senere samme år, 28. juni, gav hun en gæsteoptræden hos Peter Gabriel i sangen "Don't Give Up" i Earl's Court i forbindelse med hans So-turné. I marts 1987 sang hun "Running Up that Hill" til tredje udgave af The Secret Policeman's Ball.
Hendes seneste offentlige musikalske optræden fandt sted 17. januar 2002, da hun gæsteoptrådte sammen med sin mentor David Gilmour i sangen "Comfortably Numb" ved en koncert i Royal Festival Hall i London.
I 2011 udtalte Kate Bush til Classic Rock Magazine: "Jeg håber, at jeg på et tidspunkt får muligheden for at lave nogle shows. Måske ikke ligefrem en turné, men et eller andet." I et andet interview sagde hun: "Måske laver jeg nogle shows en dag. Jeg vil gerne tro på, at det sker, før jeg bliver alt for gammel – så jeg dukker op med gangstativ."
Det vage løfte om igen at optræde blev til virkelighed med den første af 22 planlagte shows tirsdag 26. august 2014 på Apollo Hammersmith i London. Efter en optakt med seks sange spillet på almindelig koncertform forvandlede hendes optræden sig til en mere teaterlignende forestillling, baseret på først sangcyklussen The Ninth Wave og efter en pause på albummet Aerial. Karakteristisk for showet var, at hun gik uden om stort set alle sine tidlige hits, af hvilke hun kun gav "Running Up that Hill" og "King of the Mountains".

## Videoprojekter
I 1979 blev Bushs turné, The Tour of Life, filmet for BBC og til udgivelse på VHS under titlen Kate Bush Live at the Hammersmith Odeon.
Bush har i flere tilfælde medvirket i nyskabende musikvideoer lavet i forbindelse med udsendelse af hendes singler. Blandt de kendte af disse er "Running Up that Hill", "Babooshka", "Breathing", "Wuthering Heights", "The Man with the Cloud in His Eyes" samt "Cloudbusting"; i sidstnævnte medvirker også Donald Sutherland. EMI har udsendt flere samlinger af hendes videoer, blandt andet The Single File, Hair of the Hound, The Whole Story: The Videos, der udkom i 1986 samtidig med opsamlingsalbummet The Whole Story, og The Sensual World.
I 1993 instruerede hun kortfilmen The Line, the Cross & the Curve, en musical, som hun selv spillede hovedrollen i sammen med skuespilleren Miranda Richardson. Filmen indeholdt musik fra albummet The Red Shoes, som var inspireret af en film fra 1948 af samme navn. Den blev udgivet på VHS i Storbritannien i 1994 og vist i mindre omfang i visse biografer. I nyere interviews har Kate Bush selv betegnet filmen som en fejltagelse, og hun sagde i 2001: "Jeg er meget glad for fire minutter af filmen, men meget utilfreds med resten." I et interview i 2005 betegnede hun filmen som "en gang lort."
I 1994 stod Bush for musikken til en serie tv-reklamer med psykedelisk tema til brug i USA for sodavanden Fruitopia. Samme mærke udsendte også reklamerne i Storbritannien, men her var det Elizabeth Fraser fra Cocteau Twins, der stod for musikken.
I slutningen af 2006 udsendte Sexy Intellectual en dokumentar-dvd med titlen Kate Bush – Under Review, som indeholder en serie arkivinterviews med Bush samt interviews med en række musikjournalister og -historikere (heriblandt Phil Sutcliffe, Nigel Williamson og Morris Pert). Dvd'en indeholder også klip fra flere af Bushs musikvideoer.
I 2008 udkom på dvd fjerde sæson af Saturday Night Live, hvor Bush medvirkede. Et tredobbelt dvd-sæt med The Secret Policeman's Ball-velgørenhedskoncerterne, som også inkluderede optræden af Kate Bush, blev udsendt 27. januar 2009.
Bush har udsendt fire korte videoer til albummet 50 Words for Snow. Den ene er en reklame for albummet. De to næste er såkaldte stop motion-"animation segments", som blev publiceret på Kate Bushs officielle hjemmeside og på YouTube; den første af disse svarer til 2 minutter og 25 sekunder af "Misty" med titlen "Mistraldespair", mens den anden svarer til 2 minutter og 33 sekunder af "Wild Man". "Mistraldespair" er instrueret af Bush og animeret af Gary Pureton, mens "Wild Man"-stykket er skabt af Finn og Patrick fra Brandt Animation. Den 24. januar 2012 blev en fjerde video med titlen "Eider Falls at Lake Tahoe" offentliggjort på hendes hjemmeside og på YouTube. Der er tale om en skyggedukkefilm i sepia farver på 5 minutter og 1 sekund, som er instrueret af Bush og fotograferet af den prisvindende britiske filmfotograf Roger Pratt, mens Robert Allsopp lavede skyggedukkerne. Kate Bush har udtalt, at "Eider Falls at Lake Tahoe" er ment som en "selvindeholdende enhed", der er uafhængig af sangen "Lake Tahoe".

## Film- og tv-projekter
I 1990 havde Kate Bush en fremtrædende rolle i den sorte tv-komedie Les Dogs, produceret af The Comic Strip for BBC Television. I filmen, der blev sendt 8. marts 1990, spiller hun bruden Angela ved et bryllup i et fremtids-England efter en stor katastrofe. I sin rolle som brud optræder Bush i brudekjole i de fleste scener, og hun har ikke nogen replikker, hvis man ser bort nogle linjer i dialog med Peter Richardson i to drømmesekvenser. Til en anden af The Comic Strip-filmene, GLC, producerede hun sangen "Ken", som hun også er forsanger på. Sangen er om Ken Livingstone, der på det tidspunkt var formand for Rådet for Storlondon (senere blev han Londons borgmester), og han var på den tid i gang med at mobilisere unge vælgere til at stemme på Labour Party ved hjælp af en række musikere. Hun lavede desuden al ledsagemusik, der var baseret på synthesizer.
I 1979 skrev hun sangen "The Magician" i markedsplads-stil til Menahem Golans film Troldmanden. I 1985 sang hun Ary Barrosos gamle sang "Brazil" i en mørk, melankolsk udgave, arrangeret af Michael Kamen, til soundtracket til Terry Gilliams film Brazil. Hun skrev også musikstykket "Sam Lowry's 1st Dream" til filmen. I 1986 skrev og indspillede hun "Be Kind to My Mistakes" til Nicolas Roegs Drømmen om Paradis. En version af denne sang blev i 1989 brugt som B-side på singlen "This Woman's Work", som i 1988 var med i John Hughes' film Næsten voksen, og som i en let remikset udgave også var med på albummet The Sensual World. Sangen har siden været med i mange tv-programmer og nåede ottendepladsen på den britiske download-liste, efter at havde været brugt i en britisk reklamekampagne for National Society for the Prevention of Cruelty to Children.
Kate Bush skrev og indspillede i 1999 en sang til Disney-filmen Dinosaurerne, men sangen blev aldrig taget med på soundtracket. Ifølge vinterudgaven 1999 af Home Ground, et Bush-fanblad, blev den fravalgt, fordi hun på anmodning fra selskabet ikke ønskede at skrive sangen om. Bedre gik det samme år med sangen "The Sensual World", der fik en fremtrædende placering i canadiske Atom Egoyans film Felicia's Journey. "The Man with the Child in His Eyes" findes på soundtracket til den britiske romantiske komedie Starter for 10 fra 2006.
I 2007 blev Bush spurgt, om hun ville skrive en sang til soundtracket for Det gyldne kompas med tilknytning til historiens hovedperson, Lyra Belacqua. Det gjorde hun, og sangen "Lyra" er med i filmen under rulleteksterne til slut. Den nåede en 187. plads på den britiske hitliste og blev nomineret til International Press Academys Satellite Award for bedste originale sang i en spillefilm. Ifølge Del Palmer blev sangen skrevet meget hurtigt, idet Bush kun fik 10 dage til at have den klar. Den blev indspillet og produceret i Bushs eget studie, og Magdalen College-koret fra Oxford medvirkede på den.

## Samarbejdsprojekter
Kate Bush har leveret vokal til to af Peter Gabriels album, blandt andet på hittene "Games Without Frontiers" og "Don't Give Up" samt "No Self-Control". Gabriel har modsat medvirket i Bushs tv-juleprogram i 1979, hvor de sang duet sammen i Roy Harpers "Another Day". Hun har også sunget på et par af Harpers sange: "You" på hans album fra 1979 The Unknown Soldier og "Once", titelnummeret på hans album fra 1990. Af andre kunstnere, hun har sunget med, kan nævnes Big Country med titelnummeret på 1986-albummet The Seer, Midge Ure med nummeret "Sister and Brother" fra 1988-albummet Answers to Nothing, Go Wests single "The King Is Dead" fra 1987 samt to sange sammen med Prince: "Why Should I Love You?" fra hendes album The Red Shoes og "My Computer" fra hans 1996-album Emancipation. Hun medvirkede desuden på Ferry Aid-projektets velgørenhedsindspilning af "Let It Be" i 1987 samt på velgørenhedssinglen "Spirit of the Forest" i 1989.
I 1995 medvirkede hun på hyldestalbummet til George Gershwin, The Glory of Gershwin, hvor hun sang hans "The Man I Love". Et andet projekt, hun også bidrog til, var Common Ground: The Voices of Modern Irish Music. På dette irsk-engelske samarbejdsprojekt med folk-rock-sange sang hun "Mna Na h-Éireann" (irsk for "Irlands kvinder"). Bush skulle synge sangen på irsk, og skønt hendes mor var irsk, beherskede hun ikke sproget og måtte lære teksten fonetisk. I 2010 leverede hun vokalarbejde til Rolf Harris' udgave af den traditionelle irske sang "She Moves Through the Fair". Han beskriver samarbejdet her som "det bedste jeg nogensinde har gjort."
Blandt de kunstnere, der har optrådt på Bushs album, kan nævnes Eric Clapton, Jeff Beck, David Gilmour, Nigel Kennedy, Gary Brooker og Prince. På hendes album 50 Words for Snow synger hun duet med henholdsvis Elton John og Stephen Fry.
I 1990 producerede Bush for hidtil eneste gang i sin karriere en sang for en anden kunstner, da hun stod for indspilningen af Alan Stivells "Kimiad" på hans Again-album. Stivell havde optrådt på hendes The Sensual World-album. Til gengæld afslog hun at producere et af Erasures album, idet hun "følte, at det ikke var hendes område."

## Bushs indflydelse
Fra begyndelsen af 1980'erne og siden er nye kvindelige musikere ofte blevet sammenlignet med Kate Bush. 
Det gælder kunstnere som: Tori Amos, Björk, KT Tunstall, Lily Allen, PJ Harvey og Florence Welsh.. Andre eksempler er Outkast, Muse og Bloc Party.
Amerikanske Paula Cole nævnte i sin takketale for Grammy-prisen som årets mest lovende navn Bush som en af sine inspirationskilder. Ariel Pink skrev en hyldestsang til Bush med titlen "For Kate I Wait", inkluderet på albummet The Doldrums. Tricky har sagt om hende: "Jeg tror ikke på Gud, men hvis jeg gjorde, ville hendes musik være min bibel". Punkrockeren John Lydon, kendt som Johnny Rotten fra Sex Pistols, har erklæret, at hendes værker er "skønhed, der ikke er til at fatte", "helvedes fantastisk" og har betegnet hende som "ægte original". Lydon skrev engang en sang til hende, "Bird in Hand" (om udnyttelsen af papegøjer), som Bush dog afslog. Lydon mente selv, at det skyldtes, at hun troede, at sangen var ment som en fornærmelse mod hende. Marc Almond har udnævnt Bushs sang "Moments of Pleasure" til en af de 10 bedste sange, han kender. Rufus Wainwright har udpeget hende som et af 10 ikoner for homoseksuelle.
Mange kunstnere har indspillet sange skrevet af Kate Bush. Eksempelvis Charlotte Church, The Futureheads (der havde et britisk top 10-hit med "Hounds of Love"), Placebo (hvis version af "Running Up that Hill" har været brugt i flere tv-serier og film), Pat Benatar, Hayley Westenra, Jane Birkin og  Natalie Cole. Den tyske musiker og komponist Theo Bleckmann har indspillet et helt album med Kate Bush-sange med titlen Hello Earth! – The Music of Kate Bush med 14 af hendes mest kendte sange.

## Privatliv
Kate Bush er gift med guitaristen Dan McIntosh, Parret har sammen sønnen Albert og bor i Devon. Bush er vegetar.

## Diskografi
Kate Bushs studiealbum:
- The Kick Inside (1978).
- Lionheart (1979).
- Never for Ever (1980).
- The Dreaming (1982).
- Hounds of Love (1985).
- The Sensual World (1989).
- The Red Shoes (1993).
- Aerial (2005).
- 50 Words for Snow (2011).